# Ecuación de pendiente suave

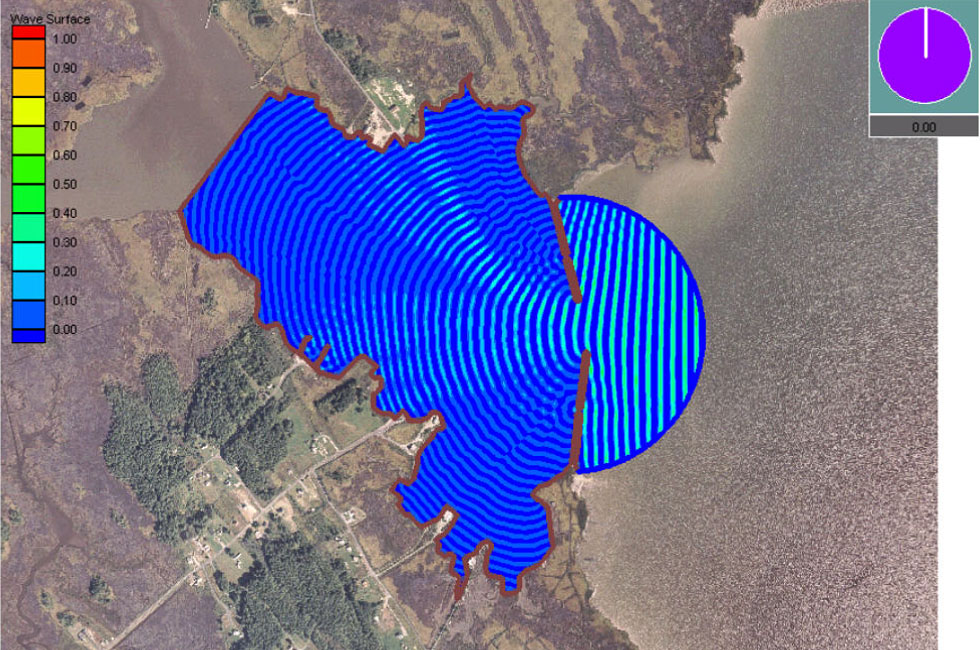
Simulación de la penetración de ondas, que implica difracción y refracción, en Tedious Creek, Maryland, utilizando CGWAVE (que resuelve la ecuación de pendiente suave).

En dinámica de fluidos, la ecuación de la pendiente suave describe los efectos combinados de la difracción y la refracción de las olas de agua que se propagan sobre la batimetría y debido a los límites laterales, como los rompeolas y las costas. Se trata de un modelo aproximado, cuyo nombre se debe a que se desarrolló originalmente para la propagación de las olas sobre pendientes suaves del fondo marino. La 'ecuación de la pendiente suave' se utiliza a menudo en la ingeniería costera para calcular los cambios del campo de olas cerca de los puertos y las costas.
La 'ecuación de pendiente suave' modela la propagación y la transformación de las olas de agua, ya que viajan a través de aguas de profundidad variable e interactúan con los límites laterales, como los acantilados, las playas, los diques y los rompeolas. En consecuencia, describe las variaciones de la amplitud de las olas, o lo que es lo mismo, la altura de las olas. A partir de la amplitud de las olas, también se puede calcular la amplitud de las oscilaciones de la velocidad de flujo por debajo de la superficie del agua. Estas cantidades -la amplitud de las olas y la amplitud de la velocidad del flujo- pueden utilizarse posteriormente para determinar los efectos de las olas en las estructuras costeras y de alta mar, en los barcos y en otros objetos flotantes, en el transporte de sedimentos y en los cambios batimétricos resultantes del fondo marino y de la línea de costa, en los campos de flujo medio y en la transferencia de masa de materiales disueltos y flotantes. La mayoría de las veces, la ecuación de la pendiente suave se resuelve por ordenador utilizando métodos de análisis numérico.
Una primera forma de la ecuación de la pendiente suave fue desarrollada por Eckart en 1952, y una versión mejorada -la ecuación de la pendiente suave en su formulación clásica- fue derivada de forma independiente por Juri Berkhoff en 1972. A partir de entonces, se han propuesto muchas formas modificadas y ampliadas, para incluir los efectos de, por ejemplo: la interacción ola-corriente, la no linealidad del oleaje, las pendientes más pronunciadas del lecho marino, la fricción del lecho y la rotura del oleaje. También se utilizan a menudo aproximaciones  parabólicas a la ecuación de la pendiente suave, con el fin de reducir el coste computacional.
En el caso de una profundidad constante, la ecuación de pendiente suave se reduce a la ecuación de Helmholtz para la difracción de las olas.

## Formulación para movimiento ondulatorio monocromático
Para ondas  monocromáticas de acuerdo con la  teoría lineal, con la elevación de la superficie libre dada como {\displaystyle \zeta (x,y,t)=\Re \left\{\eta (x,y)\,{\text{e}}^{-i\omega t}\right\}} y las ondas que se propagan en una capa fluida de {\displaystyle h(x,y)} profundidad media del agua    la ecuación de pendiente suave es:
| Símbolo                        | Nombre                                                                                           |
| ------------------------------ | ------------------------------------------------------------------------------------------------ |
| {\displaystyle \eta (x,y)}     | Amplitud del valor complejo de la elevación de la superficie libre {\displaystyle \zeta (x,y,t)} |
| {\displaystyle (x,y)}          | Posición en un plano horizontal                                                                  |
| {\displaystyle \omega }        | Frecuencia angular del movimiento ondulatorio monocromático                                      |
| {\displaystyle i}              | Unidad imaginaria                                                                                |
| {\displaystyle \Re \{\cdot \}} | Significa tomar la parte real de la cantidad entre llaves                                        |
| {\displaystyle \nabla }        | Operador horizontal gradiente                                                                    |
| {\displaystyle \nabla \cdot }  | Operador divergencia                                                                             |
| {\displaystyle k}              | Número de onda                                                                                   |
| {\displaystyle c_{p}}          | Velocidad de fase de las ondas                                                                   |
| {\displaystyle c_{g}}          | Velocidad de grupo de las ondas                                                                  |

La fase y la velocidad del grupo dependen de la relación de dispersión y se derivan de la teoría de ondas de Airy como:
{\displaystyle {\begin{aligned}\omega ^{2}&=\,g\,k\,\tanh \,(kh),\\c_{p}&=\,{\frac {\omega }{k}}\quad {\text{and}}\\c_{g}&=\,{\frac {1}{2}}\,c_{p}\,\left[1\,+\,kh\,{\frac {1-\tanh ^{2}(kh)}{\tanh \,(kh)}}\right]\end{aligned}}}
| Símbolo                | Nombre                |
| ---------------------- | --------------------- |
| {\displaystyle g}      | Gravedad de la Tierra |
| {\displaystyle \tanh } | Tangente hiperbólica  |

Para una frecuencia angular dada {\displaystyle \omega }, el número de onda {\displaystyle k} debe resolverse a partir de la ecuación de dispersión, que relaciona estas dos cantidades con la profundidad del agua {\displaystyle h}.

## Transformación a una ecuación de Helmholtz no homogénea
A través de la transformación
{\displaystyle \psi \,=\,\eta \,{\sqrt {c_{p}\,c_{g}}},}
la ecuación de pendiente suave se puede convertir en una ecuación de Helmholtz no homogénea:
| Ecuación                                                | con |
| ------------------------------------------------------- | --- |
| {\displaystyle \Delta \psi \ +\ k_{c}^{2}\ \psi \ =\ 0} | {\displaystyle k_{c}^{2}\ =\ k^{2}\ -\ {\frac {\Delta \left({\sqrt {c_{p}\ c_{g}}}\right)}{\sqrt {c_{p}\ c_{g}}}}} |

donde {\displaystyle \Delta } es el operador laplaciano.

## Propagación de las ondas
En campos espacialmente coherentes de propagación de ondas, es útil dividir la  amplitud compleja {\displaystyle \eta (x,y)} en su amplitud y fase, ambas reales valoradas
{\displaystyle \eta (x,y)\,=\,a(x,y)\,{\text{e}}^{i\,\theta (x,y)},}
donde
- {\displaystyle a=|\eta |\,} {\displaystyle \eta \,} y
- {\displaystyle \theta =\arg\{\eta \}\,}  es la fase de onda, que es el  argumento de {\displaystyle \eta .\,}

Esto transforma la ecuación de pendiente suave en el siguiente conjunto de ecuaciones (aparte de las ubicaciones para las que {\displaystyle \nabla \theta } es singular):
| Ecuación | con                                                                       | con                                                                                 |
| --- | ------------------------------------------------------------------------- | ----------------------------------------------------------------------------------- |
| {\displaystyle {\frac {\partial \kappa _{y}}{\partial x}}\ -\ {\frac {\partial \kappa _{x}}{\partial y}}\ =\ 0}       | {\displaystyle \kappa _{x}\ =\ {\frac {\partial \theta }{\partial x}}}    | {\displaystyle \kappa _{y}\ =\ {\frac {\partial \theta }{\partial y}}}              |
| {\displaystyle \kappa ^{2}\ =\ k^{2}\ +\ {\frac {\nabla \cdot \left(c_{p}\ c_{g}\ \nabla a\right)}{c_{p}\ c_{g}\ a}}} | {\displaystyle \kappa \ =\ {\sqrt {\kappa _{x}^{2}\ +\ \kappa _{y}^{2}}}} |                                                                                     |
| {\displaystyle \nabla \cdot \left({\boldsymbol {v}}_{g}\ E\right)\ =\ 0}                                              | {\displaystyle E\ =\ {\frac {1}{2}}\ \rho \ g\ a^{2}}                     | {\displaystyle {\boldsymbol {v}}_{g}\ =\ c_{g}\ {\frac {\boldsymbol {\kappa }}{k}}} |

| Símbolo                                 | Nombre |
| --------------------------------------- | --- |
| {\displaystyle E}                       | Densidad de energía de las olas promedio por unidad de área horizontal, es decir, la suma de las densidades de energía cinética y potencial ) |
| {\displaystyle {\boldsymbol {\kappa }}} | Vector de número de onda efectivo, con componentes {\displaystyle (\kappa _{x},\kappa _{y})}                                                  |
| {\displaystyle {\boldsymbol {v}}_{g}}   | Vector de velocidad de grupo efectivo |
| {\displaystyle \rho }                   | Densidad del fluido |
| {\displaystyle g}                       | Aceleración por la gravedad de la Tierra |

La última ecuación muestra que la energía de las olas se conserva en la ecuación de pendiente suave y que la energía de las olas {\displaystyle E} se transporta en {\displaystyle {\boldsymbol {\kappa }}}-dirección normal a las crestas de la onda (en este caso de movimiento ondulatorio puro sin corrientes medias). La velocidad de grupo efectiva {\displaystyle |{\boldsymbol {v}}_{g}|} es diferente de la velocidad del grupo {\displaystyle c_{g}.}
La primera ecuación establece que el número de onda efectivo {\displaystyle {\boldsymbol {\kappa }}} es  irrotacional, una consecuencia directa del hecho de que es la derivada de la fase de onda {\displaystyle \theta }, un campo escalar. La segunda ecuación es la ecuación de la eikonal. Muestra los efectos de la difracción sobre el número de onda efectivo: solo para ondas más o menos progresivas, con
{\displaystyle |\nabla \cdot (c_{p}\,c_{g}\,\nabla a)|\ll k^{2}\,c_{p}\,c_{g}\,a,} con la división en amplitud {\displaystyle a} y fase {\displaystyle \theta } conduce a campos consistentes-variables y significativos de {\displaystyle a} y {\displaystyle {\boldsymbol {\kappa }}}.
De lo contrario, κ2  puede llegar a ser incluso negativo. Cuando se desprecian totalmente los efectos de difracción, el número de onda efectivo κ es igual a {\displaystyle k}, y se puede utilizar la aproximación de la óptica geométrica para la refracción de ondas.
Detalles de la derivación de las ecuaciones anteriores

## Derivación de la ecuación de pendiente suave
La ecuación de pendiente suave se puede derivar mediante el uso de varios métodos. Aquí, usaremos un enfoque  variacional.
Se supone que el fluido es inmiscible e  incompresible, y que el flujo es irrotacional. Estas suposiciones son válidas para las ondas gravitacionales superficiales, ya que los efectos de la vorticidad y la viscosidad sólo son significativos en la  capa límite de Stokes para la parte oscilante del flujo. Dado que el flujo es irrotacional, el movimiento ondulatorio puede describirse utilizando la teoría del flujo potencial.
Detalles de la derivación de la ecuación de pendiente suave
Las siguientes ecuaciones dependientes del tiempo dan la evolución de la elevación de la superficie libre  y potencial de superficie libre {\displaystyle \zeta (x,y,t)} y el potencial de superficie libre {\displaystyle \phi (x,y,t):}
| Ecuación | con                                                    |
| --- | ------------------------------------------------------ |
| {\displaystyle g\ {\frac {\partial \zeta }{\partial t}}+\nabla \cdot \left(c_{p}\ c_{g}\ \nabla \varphi \right)+\left(k^{2}\ c_{p}\ c_{g}\ -\ \omega _{0}^{2}\right)\ \varphi =0} |                                                        |
| {\displaystyle {\frac {\partial \varphi }{\partial t}}+g\zeta =0} | {\displaystyle \omega _{0}^{2}\ =\ g\ k\ \tanh \ (kh)} |

A partir de las dos ecuaciones de evolución, una de las variables {\displaystyle \varphi } o {\displaystyle \zeta } pueden ser eliminadas para obtener la forma dependiente del tiempo de la ecuación de la pendiente suave:
{\displaystyle -{\frac {\partial ^{2}\zeta }{\partial {t^{2}}}}+\nabla \cdot \left(c_{p}\,c_{g}\,\nabla \zeta \right)+\left(k^{2}\,c_{p}\,c_{g}\,-\,\omega _{0}^{2}\right)\,\zeta =0,}
y la ecuación correspondiente para el potencial de superficie libre es idéntica, con {\displaystyle \zeta } reemplazada por {\displaystyle \varphi .} La ecuación de pendiente suave dependiente del tiempo puede utilizarse para modelar ondas en una banda estrecha de frecuencias en torno a {\displaystyle \omega _{0}.}

### Ondas monocromáticas
Considere ondas monocromáticas con amplitud compleja {\displaystyle \eta (x,y)} y frecuencia angular {\displaystyle \omega :}
{\displaystyle \zeta (x,y,t)\,=\,\Re \left\{\eta (x,y)\;{\text{e}}^{-i\,\omega \,t}\right\},}
con {\displaystyle \omega } y {\displaystyle \omega _{0}} elegidos iguales entre sí, es decir, {\displaystyle \omega =\omega _{0}.}. Utilizando esto en la forma dependiente del tiempo de la ecuación de la pendiente suave, se recupera la ecuación clásica de la pendiente suave para el movimiento de la onda armónica en el tiempo:
{\displaystyle \nabla \cdot \left(c_{p}\,c_{g}\,\nabla \eta \right)\,+\,k^{2}\,c_{p}\,c_{g}\,\eta \,=\,0.}

## Aplicabilidad y validez de la ecuación de pendiente suave
La ecuación de pendiente suave estándar, sin términos adicionales para la pendiente del lecho y su curvatura, proporciona resultados precisos para el campo de olas sobre pendientes del lecho que van de 0 a aproximadamente 1/3. Sin embargo, algunos aspectos sutiles, como la amplitud de las ondas reflejadas, pueden ser completamente incorrectos, incluso para pendientes que llegan a cero. Esta curiosidad matemática tiene poca importancia práctica en general, ya que esta reflexión se vuelve extremadamente pequeña para pendientes de fondo pequeñas.